# 湯ノ田温泉
湯ノ田温泉（ゆのたおんせん）は、山形県飽海郡遊佐町（旧国出羽国、明治以降は羽後国）にある温泉。

## 泉質
- 含炭酸食塩泉

## 温泉街
海岸沿いに1軒の旅館が存在する。

## 歴史
発見の年代は定かではないが、当初、酒田の玉木金右衛門という者が浴場を設けたものの、荒天のたびに寄せる荒波のため放棄されてしまっていた。その後、文化元年（1804年）の地震によって地盤が隆起したため再び利用されるようになり、文政11年（1828年）には浴場設置の請願がなされた。
大正時代には「風景佳絶なるを以て遠近来浴するもの頗る多く県内著名の浴場たり」と謳われたが、現在では温泉旅館が一軒営業するのみとなっている。

## アクセス
- 鉄道：羽越本線吹浦駅下車、車で5分[3]
- 車：日本海東北自動車道酒田みなとインターチェンジから、県道59号、国道7号及び国道345号を経由し約15分[3]